# Barbora
Barbora (řidčeji také Barbara) je ženské křestní jméno. Podle českého kalendáře má svátek 4. prosince. Jméno je řeckého původu, pochází ze slova barbaros, což znamená cizinka.

## Domácké formy
- Bára (Například Divá Bára od Boženy Němcové)
- Barunka (Například Babička od Boženy Němcové)
- Baruška (Název povídky od Boženy Němcové)
- Barka (Například Lakomá Barka od Jana Wericha)
- Barča (Například jméno psa ve filmu Jana Svěráka Tmavomodrý svět)
- Barborka (Adventní zvyk, tzv. Barborky; na svatou Barboru před Vánoci se uřežou větvičky třešní, vloží se do vázy s vodou tak, aby do Vánoc doma v teple pěkně rozkvetly; pokud větvičku uřízne děvče, a ta rozkvete, děvče se do roka vdá)

## Lidová tradice
V českých zemích chodily večer před svátkem sv. Barbory dívky bíle oděné. Lokálně buď pouze mlčky nebo nahlas pronášely říkání nebo i zpívaly písně. Přitom nadělovaly drobné dárky dětem. Zvyk zanikal již před 1. světovou válkou, ve zbytcích se dochoval dodnes, např. na Žďársku a na Semilsku.

## Statistické údaje

### Pro jméno Barbora
Následující tabulka uvádí četnost jména v ČR a pořadí mezi ženskými jmény ve srovnání dvou roků, pro které jsou dostupné údaje MV ČR – lze z ní tedy vysledovat trend v užívání tohoto jména:
| Rok       | Četnost       | Pořadí   |
| 1999      | 34 200        | 45.      |
| 2002      | 36 045        | 41.      |
| 2006      | 43 534        | 37.      |
| 2016      | 57 201        | 53.      |
| Porovnání | o 23 001 více | o 8 hůře |

Změna procentního zastoupení tohoto jména mezi žijícími ženami v ČR (tj. procentní změna se započítáním celkového úbytku žen v ČR za sledované tři roky 1999–2002) je +6,2 %, což svědčí o poměrně značném nárůstu obliby tohoto jména.
V lednu 2006 se podle údajů ČSÚ jednalo o 13. nejčastější ženské jméno mezi novorozenci.

### Pro jméno Barbara
| Rok       | Četnost   | Pořadí   |
| 1999      | 1614      | 181.     |
| 2002      | 1675      | 182.     |
| Porovnání | o 61 více | o 1 níže |
| 2006      | 2133      | 169.     |

Změna procentního zastoupení tohoto jména mezi žijícími ženami v ČR (tj. procentní změna se započítáním celkového úbytku žen v ČR za sledované tři roky 1999–2002) je +4,6 %, což svědčí o poměrně značném nárůstu obliby tohoto jména.

## Barbora v jiných jazycích
- Anglicky: Barbara
- Rusky: Varvara
- Maďarsky: Borbála
- Slovensky: Barbora
- Německy, italsky: Barbara
- Španělsky: Bárbara
- Švédsky: Barbara, Barbro
- Dánsky, nizozemsky, norsky: Barbra
- Francouzsky: Barbé, Barbara

## Známé nositelky jména

### Světice
- Barbora z Nikomédie – křesťanská mučednice a ochránkyně dětí, architektů a horníků

### Šlechtičny
- Barbora Braniborská – česká královna
- Barbora Celjská – česká a uherská královna a císařovna Svaté říše římské
- Barbara Coudenhove-Kalergi – česko-rakouská novinářka
- Barbora Habsburská – rakouská arcivévodkyně, vévodkyně z Ferrary, Modeny a Reggia
- Barbora Hesenská – hraběnka württembersko-montbéliardská a waldecko-wildungenská
- Barbora Jagellonská – saská vévodkyně a míšeňská markraběnka
- Barbora Eleonora z Lichtenštejna – kněžna z Lichtenštejna
- Barbora Radziwiłłovna – polská královna a litevská velkokněžna
- Barbora z Poděbrad – dcera Jiřího z Kunštátu a Poděbrad
- Barbora z Rottalu – moravsko-rakouská šlechtična, manželka Zikmunda z Ditrichštejna
- Barbora Zápolská – polská královna

### České nositelky
- Bára Basiková – česká zpěvačka
- Barbora Dlouhá – česká herečka a animátorka
- Barbora Markéta Eliášová – česká cestovatelka a spisovatelka
- Barbora Hermannová – česká plážová volejbalistka
- Barbora Hrzánová – česká herečka
- Barbora Kodetová – česká moderátorka a herečka
- Barbora Krejčíková – česká tenistka
- Barbora Kroužková – česká moderátorka
- Barbara Krzemieńska – česká historička
- Barbora Laláková – česká atletka, výškařka
- Barbora Munzarová – česká herečka
- Bára Nesvadbová – česká spisovatelka a novinářka
- Barbora Panklová – česká spisovatelka známá pod jménem Božena Němcová
- Barbora Poláková – česká herečka a zpěvačka
- Barbora Seemanová – česká plavkyně
- Barbora Seidlová – česká herečka
- Barbora Srncová – česká herečka
- Barbora Strýcová – česká tenistka
- Barbora Špotáková – česká atletka, mistryně světa a olympijská vítězka v hodu oštěpem
- Barbora Štěpánová – česká herečka a moderátorka
- Barbora Tachecí – česká novinářka a moderátorka
- Barbora Tomešová – česká biatlonistka
- Barbora Votíková – česká fotbalistka (brankářka), hrající za tým SK Slavia Praha

### Zahraniční nositelky
- Barbara Bachová – americká herečka, modelka a psycholožka, druhá manželka Ringo Starra
- Barbara Boxerová – americká politička
- Barbara Bushová – manželka 41. prezidenta USA George H. W. Bushe a matka 43. prezidenta USA George W. Bushe
- Barbara Edenová – americká herečka
- Barbara Hale – americká herečka
- Barbara Haščáková – slovenská zpěvačka
- Barbara Huttonová – americká miliardářka a mediální celebrita
- Barbara Kingsolverová – americká spisovatelka
- Barbara Krauseová – východoněmecká plavkyně
- Barbara McClintocková – americká vědkyně
- Barbara Rittnerová – německá tenistka
- Barbara Schettová – rakouská tenistka
- Barbra Streisandová – americká zpěvačka, filmová herečka a režisérka
- Barbara Windsor – anglická herečka

### Místní jména
- Santa Barbara, město v jihozápadní Kalifornii, hlavní město Santa Barbara County
- Santa Barbara, sopka na Azorských ostrovech